# Durchschnittswertmethode
Die Durchschnittswertmethode ist eine Methode der Kostenrechnung zur Ermittlung der kalkulatorischen Zinsen bei Gegenständen des abnutzbaren Anlagevermögens.

## Rechnerische Ermittlung
Die Ermittlung der kalkulatorischen Zinsen erfolgt bei der Durchschnittswertmethode nach einer der folgenden Formeln:
{\displaystyle {\frac {\text{Anschaffungskosten}}{2}}\cdot {\text{kalk. Zinssatz}}={\text{kalk. Zinsen}}}
oder:
{\displaystyle {\frac {\text{Wiederbeschaffungskosten}}{2}}\cdot {\text{kalk. Zinssatz}}={\text{kalk. Zinsen}}}
In der Betriebswirtschaftslehre ist umstritten, ob bei der Ermittlung der kalkulatorischen Zinsen von den Anschaffungs- oder Wiederbeschaffungskosten auszugehen ist. 

## Erläuterung
Die kalkulatorischen Abschreibungen auf Gegenstände des abnutzbaren Anlagevermögens fließen in die Kalkulation der Produktpreise ein und führen damit über den Verkauf der Produkte zu einem kontinuierlichen Mittelrückfluss des investierten Kapitals. Verursacht eine Maschine Anschaffungskosten von 100.000 €, so sind zum Zeitpunkt der Anschaffung die vollen 100.000 € Kapital in der Maschine gebunden, während am Ende der Nutzungsdauer nur noch 0 € in der Maschine gebunden sind. Während der Nutzungsdauer sind also durchschnittlich 50.000 € Kapital in der Maschine gebunden:
{\displaystyle {\frac {100.000+0}{2}}=50.000}
Multipliziert man das durchschnittlich gebundene Kapital mit dem kalkulatorischen Zinssatz, so erhält man die anzusetzenden kalkulatorischen Zinsen. Bei einem kalkulatorischen Zinssatz von z. B. 8 % belaufen sich die für die Maschine anzusetzenden kalkulatorischen Zinsen auf jährlich 4.000 €.

## Abgrenzung
Zur Ermittlung der kalkulatorischen Zinsen kann neben der Durchschnittswertmethode auch eine so genannte Restwertmethode angewendet werden. Der Begriff Restwertmethode ist dabei auch in der Kostenrechnung zur Kuppelproduktion belegt.

## Anwendungsbereiche
Die Durchschnittswertmethode findet Anwendung im Rahmen der Ermittlung des betriebsnotwendigen Kapitals und im Zusammenhang mit der Maschinenstundensatzrechnung.